# Libellula coahuiltecana
La libélula de Coahuila (Libellula coahuiltecana) es una libélula de la familia de las libélulas rayadoras (Libellulidae). Esta especie es endémica de México. Fue descrita por Héctor Ortega-Salas y Enrique González-Soriano en 2015.

## Clasificación y descripción
Libellula es un género principalmente holártico compuesto por  30 especies, 27 de las cuales se encuentran en el continente americano. Las libélulas de este grupo generalmente son los individuos dominantes en charcas, estanques y lagos. Libellula está muy cercanamente emparentado a los géneros Ladona y Plathemis. Las especies de este género usualmente presentan coloraciones brillantes y manchas conspicuas en las alas que ayudan a su identificación.
Libellula coahuiltecana se asemeja a L. croceipennis, L. saturata, L. needhami y L. auripennis por la coloración general, en todas estas especies se encuentran colores desde rojos brillantes a amarillos y marrones, sin embargo coahuiltecana se puede distinguir fácilmente por la presencia de tres manchas rojas en las alas, una en la base, otra a la altura del nodo y la última en el ápice.

## Distribución
Esta especie solo se conoce de la región de Cuatrociénegas en Coahuila, México.

## Hábitat
Ha sido observada perchando en pastos alrededor de pozas y manantiales desérticos.

## Estado de conservación
En México no se encuentra en ninguna categoría de riesgo.